# Феропортин
Феропортин је трансмембрански протеин који у тијелу човјека преноси гвожђе (Fe) из унутрашњости ћелије у међућелијски простор. Налази се на површини ћелија које похрањују и преносе Fe, а то су ентероцити у дванаестопалачном цреву, хепатоцити у јетри и маркофази ретикулоендотелног система.
Молекули феропортина и хепцидина имају одлучујућу улогу у хомеостази гвожђа у тијелу човјека. Истраживања показују да молекул хепцидина инхибира феропортин, тако да се веже на њега, што доводи до интернализације феропортина. То доводи да посљедичног накупљања гвожђа унутар ћелија и смањења нивоа Fe у крви. Посебан значај се види код ентероцита, који се на крају свог животног циклуса излучују у црево па вишак гвожђа који носе у себи не улази у крвоток већ бива излучен из тијела столицом.

## Клиничка важност
Мутације ген за феропортин узрокују хемохроматозу тип IV или болест феропортина. Учиници ових мутација су различити и обично нису клинички тешки.